# لرد چارلز ولزلی
لرد چارلز ولزلی (انگلیسی: Lord Charles Wellesley; ۱۶ ژانویهٔ ۱۸۰۸ – ۹ اکتبر ۱۸۵۸) نظامی و سیاستمدار اهل پادشاهی متحد بریتانیای کبیر و ایرلند بود.